# Giosuè Calabrese
Giosuè Calabrese (Posta, 8 luglio 1958) è un politico e dirigente pubblico italiano, presidente della Provincia di Rieti dal 10 maggio 1995 al 27 giugno 2004.

## Biografia
Diplomato ragioniere, Calabrese inizia lavorando nel gruppo Intesa Sanpaolo per poi laurearsi in Economia e Commercio e infine specializzarsi alla LUISS.

### Carriera politica
Comincia la carriera politica come sindaco di Posta, dal 1993 al 1995.

#### Presidente della provincia di Rieti
Alle elezioni amministrative del 1995 viene eletto presidente della provincia di Rieti a capo di una coalizione di centro-sinistra, sconfiggendo al ballottaggio il candidato del Polo Mauro Lattanzi. È riconfermato alle elezioni del 1999 a cui partecipa in forza a L'Ulivo, sconfiggendo al ballottaggio il candidato del Polo Antonio Belloni.
Dal 1995 al 2004 è stato presidente della neonata Fondazione Sabina Universitas, che gestisce il polo universitario di Rieti. In seguito al terremoto di Umbria e Marche del 1997, è stato subcommissario alla ricostruzione per il territorio della provincia di Rieti, dal 1998 al 2000. Nel 2016, in seguito al terremoto che ha colpito Amatrice, la gestione dei fondi da parte di Calabrese è stata oggetto di diverse critiche.
Nel 1999 è membro della commissione incaricata di programmare gli interventi per il Giubileo del 2000, in seno al Governo. Dal 1998 al 2004 è presidente dell'azienda di promozione turistica della provincia di Rieti.
Dal 2004 al 2009 è stato il presidente del consiglio provinciale. Alle elezioni amministrative del 2009 si ricandida alla presidenza della provincia di Rieti con una lista dell'UdC, ma non arriva al ballottaggio.

#### Candidatura a sindaco di Rieti
Alle elezioni amministrative del 2017 si candida sindaco al comune di Rieti con una lista civica indipendente. Pur non arrivando al ballottaggio, nel quale appoggia il candidato di sinistra Simone Petrangeli, Calabrese viene eletto consigliere comunale.

### Attività dirigenziali
Dal 2011 al 2014 è direttore amministrativo dell'ARES 118, l'azienda della regione Lazio che gestisce il Servizio Sanitario di Urgenza ed Emergenza. Per il suo operato all'ARES, Calabrese viene successivamente indagato insieme ad altri 11 per abuso di ufficio.